# Medición de peces

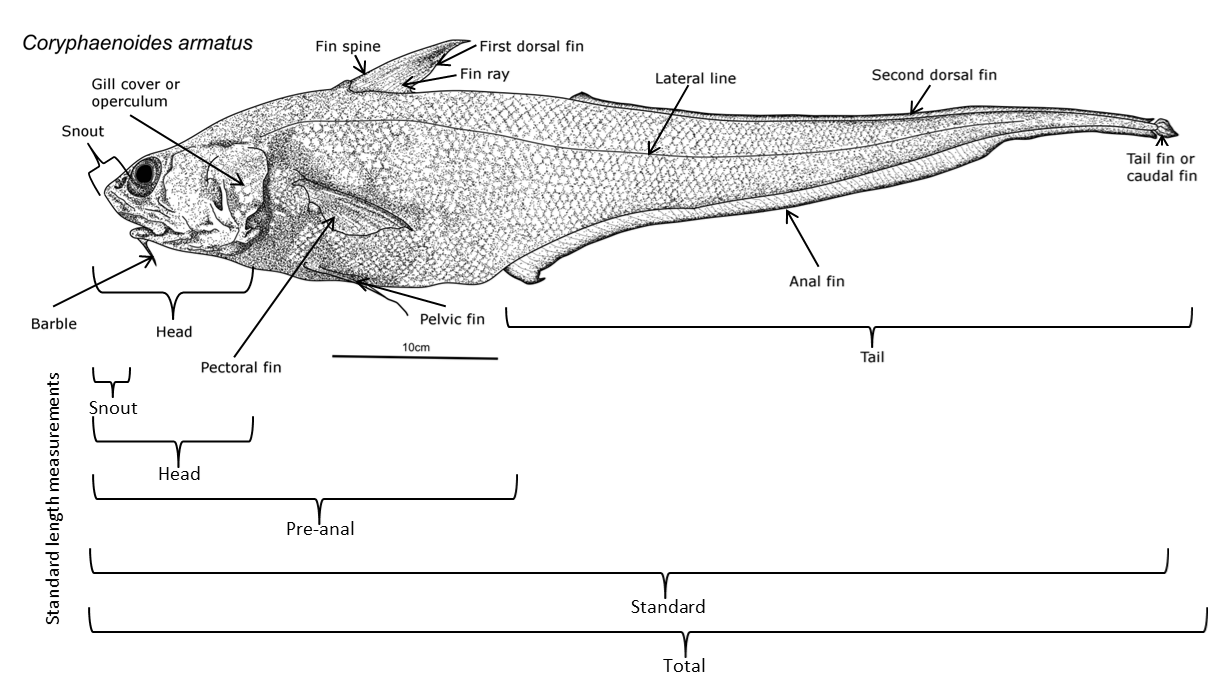
Abyssal grenadier

Los peces son medidos comúnmente de varias maneras. Los taxónomos usan las siguientes dos mediciones para todos los peces.
- Largo estándar (standard length) (SL), se refiere al largo del pez medido desde la punta del hocico hasta límite posterior de la última vértebra o la porción mediolateral de la lámina hipural. Puesto simplemente, esta medición excluye el largo de la aleta caudal.[1]

- Largo total (total length) (TL), se refiere al largo de la punta del hocico hasta la punta del lóbulo más largo de la aleta caudal, generalmente medido con los dos lóbulos comprimidos a lo largo de la línea media. Es una medición recta, no medida sobre la curvatura del cuerpo.[2]

Las mediciones de largo estándar son utilizadas con los teleósteos (la mayoría de los peces óseos), mientras que las mediciones de largo total son usadas en Myxini, Petromyzontiformes (lampreas) y, a veces, en Elasmobranchii (tiburones y rayas), como en algunos otros peces.
Además, los biólogos pesqueros a menudo usan una tercera medición largo de horquilla (fork length) (FL) en peces con colas en horquilla. Esta medida es el largo desde la punta del hocico hasta el fin de los rayos medios de la aleta caudal, y es usada en peces en donde es difícil determinar donde termina la columna vertebral.